# Borovice Banksova
Borovice Banksova (Pinus banksiana), též zvaná banksovka, je severoamerický druh borovice s dvěma jehlicemi ve svazečku a s vícečlánkovými letorosty (vytváří 2 přesleny za jedno vegetační období).

## Synonyma
homotypická
- Pinus divaricata Aiton,

(Variety Pinus divaricata var. latifolia a Pinus divaricata var. hendersonii jsou vedeny jako synonyma Pinus contorta subsp. latifolia)
- Pinus hudsonica Poir.
- Pinus rupestris Michx.
- Pinus sylvestris var. divaricata Aiton

## Vzhled
Menší strom, někdy keřovitého vzrůstu, dorůstající do 20 (25) m, kmen často křivolaký (podle původu), větve nepravidelné, řídce zachvojené, dva přesleny v jednom roce. Kůra vytváří tenkou, černošedou, šupinatou borku. Pupeny jsou smolnaté, 1 cm dlouhé, letorosty žlutavé, později se zbarvují do hněda. Jehlice po dvou ve svazečku, velmi krátké (obvykle 2–3 cm). Šišky přisedlé, po 2–3 v přeslenu, hladké, žlutohnědé, později šedavé. Některé šišky jsou serotinní (otevírají se např. při požáru), tzn. zůstávají zavřené na stromě i s klíčivými semeny více let.

## Výskyt

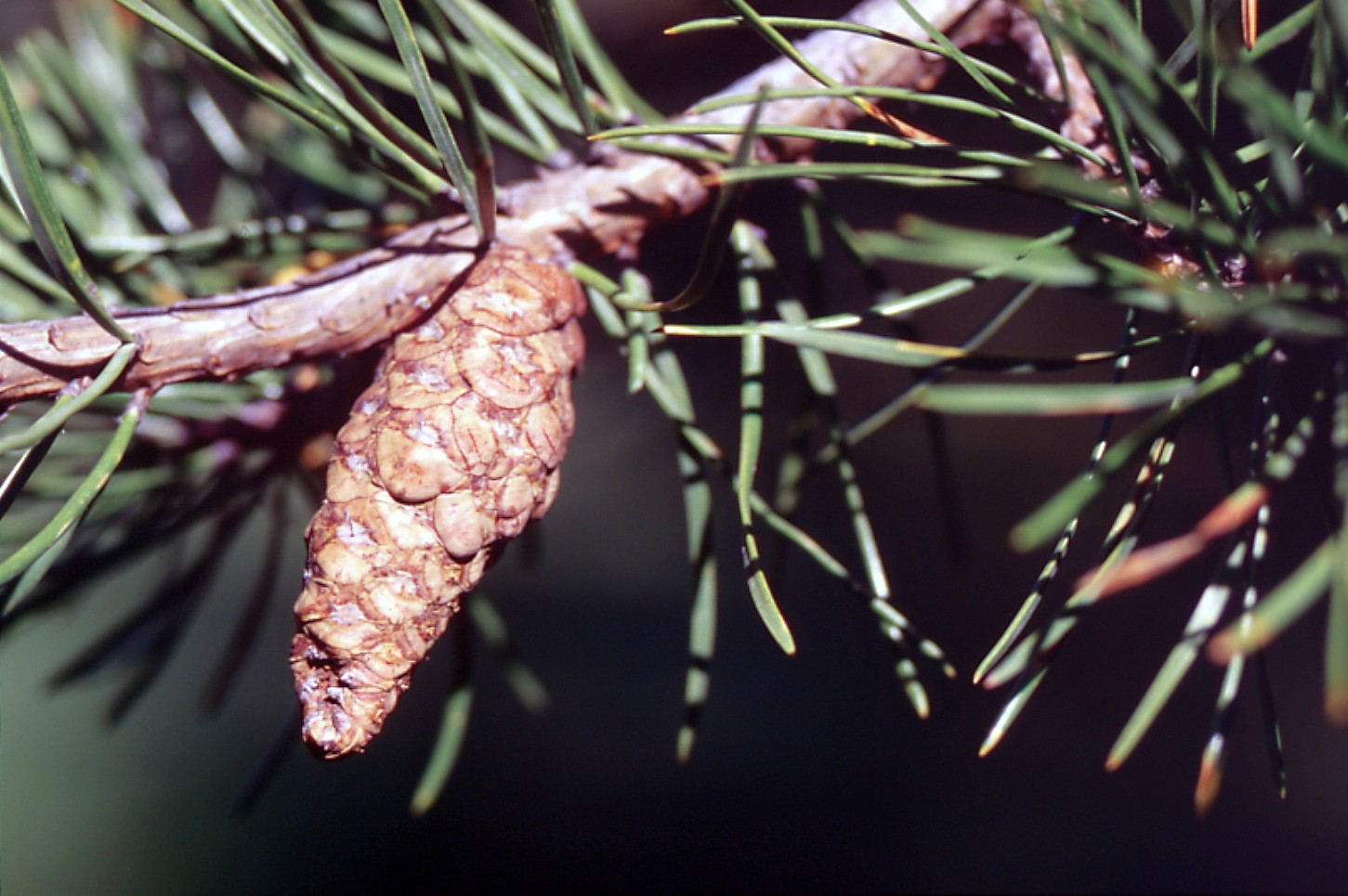
Detail šišky a jehlic

Zaujímá celou Severní Ameriku od západního k východnímu pobřeží a tvoří zde rozsáhlé lesy. V Kanadě patří mezi nejrozšířenější borovice a zasahuje až k severnímu polárnímu kruhu.

V České republice se vyskytuje občas i v lesních porostech, kam byla ve větším měřítku pokusně vysazována na přelomu 19. a 20. století spolu s americkými druhy borovicí vejmutovkou a borovicí tuhou jako náhrada za naši borovici lesní, u které byly v té době pozorovány velké ztráty na sazenicích sypavkou.

## Ekologie
Tento druh patří mezi pionýrské druhy, tzn. obsazuje holé plochy a bezlesí. V mládí (cca do 25 let) rychle roste, pak její růst zpomaluje a brzy začíná plodit. Vyskytuje se v monokulturách na chudých, písčitých a skalnatých stanovištích. Z borovic je nejodolnější proti zimě a nejskromnější v požadavcích na půdu a klima.

## Využití
Tento druh se hodí jako pionýrská dřevina všude tam, kde jsou chudé písčité a skalnaté půdy s nedostatkem vláhy. Používá se pro pěstování v lignikulturách (porosty určené pro produkci biomasy s krátkým obmýtím). Pro její introdukci je třeba volit správný původ (vhodnou provenienci) – jako ostatně u většiny introdukovaných druhů. V poslední době bývá stále častěji používána pro zahradní a parkové výsadby, protože svým nepravidelným habitem vhodně kontrastuje s pravidelnými křivkami staveb a výsadeb.